# Singapur International 2007
Die Singapur International 2007 im Badminton fanden vom 30. Mai bis zum 2. Juni 2007 in Singapur statt.

## Sieger und Platzierte
| Disziplin    | Gold                           | Silber                         | Bronze                             |
| ------------ | ------------------------------ | ------------------------------ | ---------------------------------- |
| Herreneinzel | Tan Chun Seang                 | Chan Kwong Beng                | Ashton Chen Yong Zhao              |
| Herreneinzel | Tan Chun Seang                 | Chan Kwong Beng                | Arif Abdul Latif                   |
| Dameneinzel  | Jun Jae-youn                   | Bae Yeon-ju                    | Zhang Beiwen                       |
| Dameneinzel  | Jun Jae-youn                   | Bae Yeon-ju                    | Gu Juan                            |
| Herrendoppel | Khoo Chung Chiat Chang Hun Pin | Bona Septano Mohammad Ahsan    | Cho Gun-woo Yoo Yeon-seong         |
| Herrendoppel | Khoo Chung Chiat Chang Hun Pin | Bona Septano Mohammad Ahsan    | Ong Jian Guo Goh V Shem            |
| Damendoppel  | Ha Jung-eun Kim Min-jung       | Richi Puspita Dili Yulianti CJ | Liu Fan Frances Yao Lei            |
| Damendoppel  | Ha Jung-eun Kim Min-jung       | Richi Puspita Dili Yulianti CJ | Julia Wong Pei Xian Anita Raj Kaur |
| Mixed        | Cho Gun-woo Kim Min-jung       | Yoo Yeon-seong Ha Jung-eun     | Razif Abdul Rahman Chong Sook Chin |
| Mixed        | Cho Gun-woo Kim Min-jung       | Yoo Yeon-seong Ha Jung-eun     | Lingga Lie Devi Tika Permatasari   |